# Juan Pablo Suárez
Pour les articles homonymes, voir Suárez.
Suárez  Suárez est un nom espagnol. Le premier nom de famille, en général paternel, est Suárez ; le second, en général maternel, souvent omis, est Suárez.
Juan Pablo Suárez Suárez, né à Medellín (département d'Antioquia) le 30 mai 1985, est un coureur cycliste colombien, passé professionnel en 2010. Il est membre de l'équipe Petrolike.

## Repères biographiques

### Championnats panaméricains de cyclisme de 2010
Lors des championnats panaméricains, Juan Pablo Suárez devenait le détenteur de la nouvelle marque continentale en poursuite individuelle, avec un temps de 4 min 26 s 139 (0 s 986 de moins que l'ancien record détenu par son compatriote Jairo Pérez). Mais ce temps réalisé lors des qualifications de la poursuite individuelle, ne résista que 3 jours. Il fut ajouté au programme du 15 mai une tentative de Juan Esteban Arango contre ce record. Dans un temps de 4 min 18 s 806, Arango abaissait de plus de sept secondes la marque continentale.
Pourtant le 12 mai, Juan Pablo Suárez s'était adjugé l'or de la poursuite hommes en rejoignant son adversaire Arango, en moins de trois tours.
Le 13 mai, lors de la session des qualifications pour la poursuite par équipes masculine, l'équipe colombienne, composée de Juan Esteban Arango, Arles Castro, Weimar Roldán et Edwin Ávila, réalisait un nouveau record panaméricain, avec 4 min 04 s 826. En finale, l'équipe nationale colombienne, où Suárez avait remplacé Arango, pulvérisait son temps du matin, en étant la première équipe américaine à descendre sous la barre des 4 minutes. En 3 min 59 s 412, elle établissait également un nouveau record panaméricain.

### Saison 2011
En mars, Juan Pablo Suárez dispute une épreuve du calendrier national, la Clásica Nacional Alcadía de Anapoima. Il remporte le classement général, après avoir gagné la première étape. 
Début avril, Suárez et son équipe EPM-UNE débarque en Europe, pour disputer six épreuves, toutes en Espagne. Il participe à sa première course sur le sol ibérique, le 10 avril, à l'occasion de la Klasika Primavera. Les résultats y sont peu spectaculaires (il termine 44e).
La seconde épreuve disputée est le Tour de Castille-et-León. Juan Pablo termine à une remarquable 6e place à 47 secondes du vainqueur, Xavier Tondo. Suárez profite de ses qualités de grimpeur pour terminer dans le premier peloton la 3e étape qui se termine en altitude et bénéficie de ses capacités de rouleur pour terminer 7e de la 4e étape, un contre-la-montre. 
Le 23 avril, l'équipe EPM-UNE prend le départ du GP Llodio. De toutes les initiatives, la formation colombienne participe activement à la course. Elle a encore deux coureurs (dont Suárez) dans le groupe de 10 qui se dispute la victoire finale. Et là encore, Suárez est le meilleur, en terminant 5e. 
Le lendemain, il fait encore mieux puisqu'il monte sur le podium du Tour de La Rioja, en terminant second, juste devant Giovanni Báez, troisième. Báez s'échappe dans la dernière ascension, à 10 km de l'arrivée. Seuls Imanol Erviti et Suárez le rejoignent dans la descente. Ils résistent au retour du peloton, défendant leur maigre avantage. Puis ils attaquent, à tour de rôle, Erviti mais ne peuvent contrer leur adversaire pour la victoire.
Il arrive au départ du Tour des Asturies comme un favori potentiel. Il termine la première étape avec le peloton réduit à 25 unités, mais lors du contre-la-montre du 2e secteur de la seconde étape, il termine à une décevante 57e place. Le lendemain, lors de l'étape-reine qui se termine en altitude, il accompagne, cette fois, les meilleurs pour finir 5e de l'étape et se replacer à la 6e place du classement provisoire. La 5e et dernière étape qui emprunte le parcours de la défunte Subida al Naranco lui est, par contre, défavorable puisqu'il termine 23e. Il rétrograde, ainsi, à la 7e place du classement général final.
Suárez dispute le week-end du 7 et 8 mai, sa dernière compétition en Espagne. La Vuelta a la Comunidad de Madrid est un triptyque avec une étape en ligne, un contre-la-montre, le premier jour et une arrivée en côte, le second jour. Cette ultime étape est remportée par son coéquipier Giovanni Báez. Juan Pablo dispute plus anonymement cette épreuve, en terminant à la 14e place du classement général final, sans jamais peser sur la course.
Ses résultats lors des six épreuves disputées en Espagne lui rapportent 108 points au classement de l'UCI Europe Tour 2011.
Il reprend la compétition sur une épreuve du calendrier national, la Vuelta a Antioquia, qui se déroule du 25 au 29 mai. Le retour en Colombie est difficile puisqu'il termine cette course de préparation au Tour de Colombie 2011 à la 19e place finale, à près de 14 minutes du vainqueur Óscar Sevilla. Quelques jours plus tard, il participe à son tour national, de manière anonyme avec une 14e place finale.
En juillet, son équipe se rend au Brésil pour participer au Tour de Rio. Lors de la troisième étape, montagneuse, Suárez gagne devant deux de ses coéquipiers et s'empare de la tête du classement général. Deux jours plus tard, il s'impose définitivement dans cette épreuve de l'UCI America Tour.
Il termine l'UCI America Tour 2011 à la 5e place avec 135 points.

### Saisons 2012-2013
Pendant deux ans, il fait partie du projet Coldeportes en intégrant l'équipe continentale professionnelle Colombia. Mais il n'a jamais pu confirmé sa brillante saison 2011, en raison de méforme, de chutes (fracture du bras droit lors du Paris-Bruxelles 2012) qui l'ont empêché d'avoir la continuité nécessaire pour progresser et obtenir quelques résultats. Ainsi, en mal de compétition, il dispute, même, au sein d'une équipe mixte, la Clásica Héroes de la Patria (qu'il finit onzième). Fin octobre 2013, il annonce son retour dans l'équipe EPM-UNE, pour la saison suivante.

## Palmarès sur la route
| - 2005 - 2e du Tour de Salamanque - 2007 - 2e étape de la Vuelta al Valle del Cauca - 2009 - 1re étape du Clásico RCN (contre-la-montre par équipes) - 2010 - Volta Ciclística Internacional de Gravataí : - 2e étape - 2e du classement général - 9e étape du Clásico RCN - Tour du Guatemala - 2e et 3e étapes - 2e du classement général - 2011 - Clásica de Anapoima : - Classement général - 1re étape - Tour de Rio : - Classement général - 3e étape - 2e du Tour de La Rioja - 2014 - 1re étape du Tour de Colombie (contre-la-montre par équipes) - 3e du championnat de Colombie sur route - 3e de la course en ligne des championnats panaméricains | - 2015 - 1re (contre-la-montre par équipes) et 11e étapes du Tour de Colombie - 2016 - 2e étape de la Clásica de Fusagasugá - 12e étape du Tour de Colombie - 3e étape du Clásico RCN - 2e de la Clásica de Fusagasugá - 2017 - Médaillé d'or de la course en ligne des Jeux bolivariens - 1re (contre-la-montre par équipes) et 4e étapes du Tour de Colombie - Classement général du Clásico RCN - 3e du Tour de Colombie - 2018 - 3e étape de la Vuelta al Tolima - 5e étape du Tour de Colombie - 2e de la Vuelta al Tolima - 2e de la Clásica de El Carmen de Viboral - 2e du Tour de Colombie - Médaillé de bronze de la course en ligne aux Jeux sud-américains - 2020 - 9e étape du Tour de Colombie - 3e du Tour de Colombie |  |

## Classements mondiaux
| Année            | 2009 | 2010 | 2011 | 2012 | 2013 | 2014 | 2015 | 2016 | 2017 |
| ---------------- | ---- | ---- | ---- | ---- | ---- | ---- | ---- | ---- | ---- |
| UCI America Tour | 109e | 18e  | 5e   | nc   | nc   | 28e  | 238e | 393e | 111e |
| UCI Europe Tour  |      |      | 124e | nc   | nc   |      |      |      |      |

## Résultats sur les championnats

### Championnats panaméricains
| Course en ligne 3 participations. - 2009 : 6e au classement final - 2010 : 11e au classement final. - 2014 : 3e au classement final | Poursuite par équipes 2 participations. - 2009 : Vainqueur de la compétition. - 2010 : Vainqueur de la compétition. Poursuite individuelle 1 participation. - 2010 : Vainqueur de la compétition. Course aux points 1 participation. - 2009 : Vainqueur de la compétition. |

### Jeux sud-américains
| Course en ligne 1 participation. - 2010 : 9e au classement final. | Poursuite individuelle 1 participation. - 2010 : Second de la compétition. |